# 関口寿

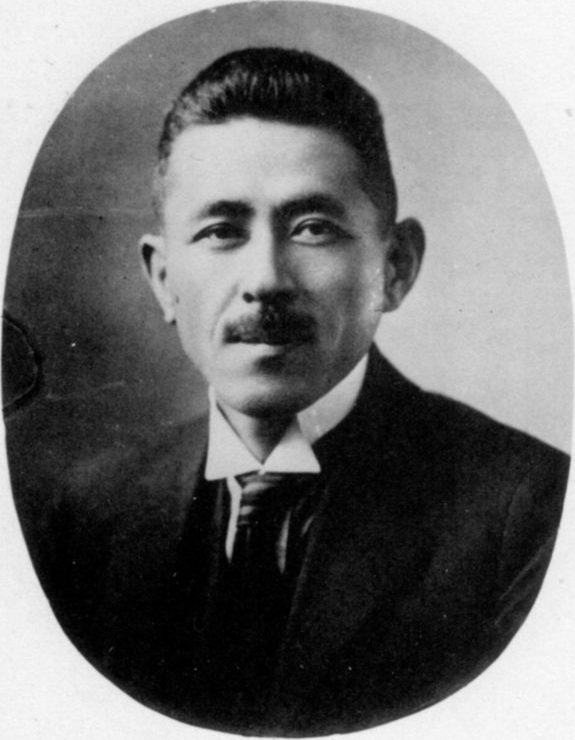
肖像写真

関口 寿（關口 壽、せきぐち ひさし、1882年〈明治15年〉11月21日 - 没年不詳）は、明治末期から昭和戦前期にかけて活動した日本の電気技術者、実業家。逓信省の技官を経て実業界入りし、大阪電灯技師長や大同電力常務取締役、日本揮発油（現・日揮ホールディングス）初代専務取締役などを務めた。

## 経歴
関口寿は1882年（明治15年）11月21日、東京府関口慶吉の長男として生まれた。1901年（明治34年）7月東京の第一高等学校第二部工科を卒業、次いで1904年（明治37年）7月東京帝国大学工科大学電気工学科を卒業する。卒業後は逓信省に入り通信技手となる。翌年時点の職員録には逓信省通信局所属の通信技手とある。
1905年（明治38年）6月、通信技師（高等官）に任ぜられ、通信局電気試験所勤務を命ぜられる。1907年（明治40年）電気事業視察のためアメリカ合衆国へと留学し、イタリア・スイスへ転学したのち翌年12月帰国した。1909年（明治42年）7月の逓信省電気局新設に伴い電気局電気試験所・技術課勤務となる。1910年（明治43年）3月逓信技師に任ぜられる。さらに4月、水力発電の起業促進に向け全国的な河川調査を実施するため逓信省臨時発電水力調査局が設置されると逓信技師と調査局技師の兼官となった。以後1913年（大正2年）6月の調査局廃止まで在任している。
1916年（大正5年）11月25日付で逓信技師を依願により免官となった。退官後の12月11日付で正五位に叙されている。退官後、関口は大阪市を本拠とする電力会社大阪電灯の5代目技師長に就任した。この当時の大阪電灯は財政難から発電所設備その他の拡張・改良ができなくなっており、1918年（大正7年）には火力発電所を原因とする煤煙問題が発生、さらには燃料石炭の価格高騰に襲われるなど技術的な難問が次々と生じた。1919年（大正8年）10月、大阪電灯関係者も参加する水力発電会社日本水力が設立される。日本水力の社長には山本条太郎、副社長には大阪電灯の宮崎敬介が就き、その下で関口は浅野長七とともに常務取締役に収まった。日本水力常務転任に伴い、技術的に行き詰まりつつあった大阪電灯の技師長からは退いた。
常務を務める日本水力は、戦後恐慌発生を機に福澤桃介率いる木曽電気興業・大阪送電との合併に動き、1921年（大正10年）2月25日付で資本金1億円の電力会社大同電力となった。関口は合併後の大同電力においても常務取締役を務める。さらに同年7月30日、矢作川（愛知県）での水力開発を目的とする大同電力傍系会社尾三電力が設立されると、その初代代表取締役社長に就任した。ただしどちらも在任期間が短く、大同電力常務取締役は1923年（大正12年）12月26日付で退任し、尾三電力社長についても時瀬発電所建設をはじめとする第一期工事の完成を見届けて1924年（大正13年）11月に退き斎藤直武と交代した。
1928年（昭和3年）になると、島徳蔵（元大阪電灯取締役）やその女婿実吉雅郎らの製油所建設計画に参加。島の命により6月アメリカへと渡り、ガソリン（揮発油）製造に関する特許権購入の仮契約をユニバーサル・オイル・プロダクツ (UOP) と締結した。帰国後の同年10月25日に日本揮発油（現・日揮ホールディングス）が発足すると会長島・社長実吉の下で初代専務取締役に就任する。会社では大阪府南部での製油所建設に着手するが、不況による石油業界の不振に地元の反対運動や資金難が重なって計画は頓挫。結局特許権を他社に提供する会社として存続を図ることになるが、その活用事業が具体化しない段階の1933年（昭和8年）1月、関口は専務取締役から退いた。
1937年版の『人事興信録』には、名は「関口寿久」に改めており、1936年（昭和11年）まで「弥栄鉱業」という会社の社長を務めたが現職はないとの記載がある。その後の経歴は不詳。

## 親族
- 藤井真信 - 大蔵官僚・第32代大蔵大臣。妹の琴子が嫁す[19]。